# Reformierte Kirche Oberentfelden

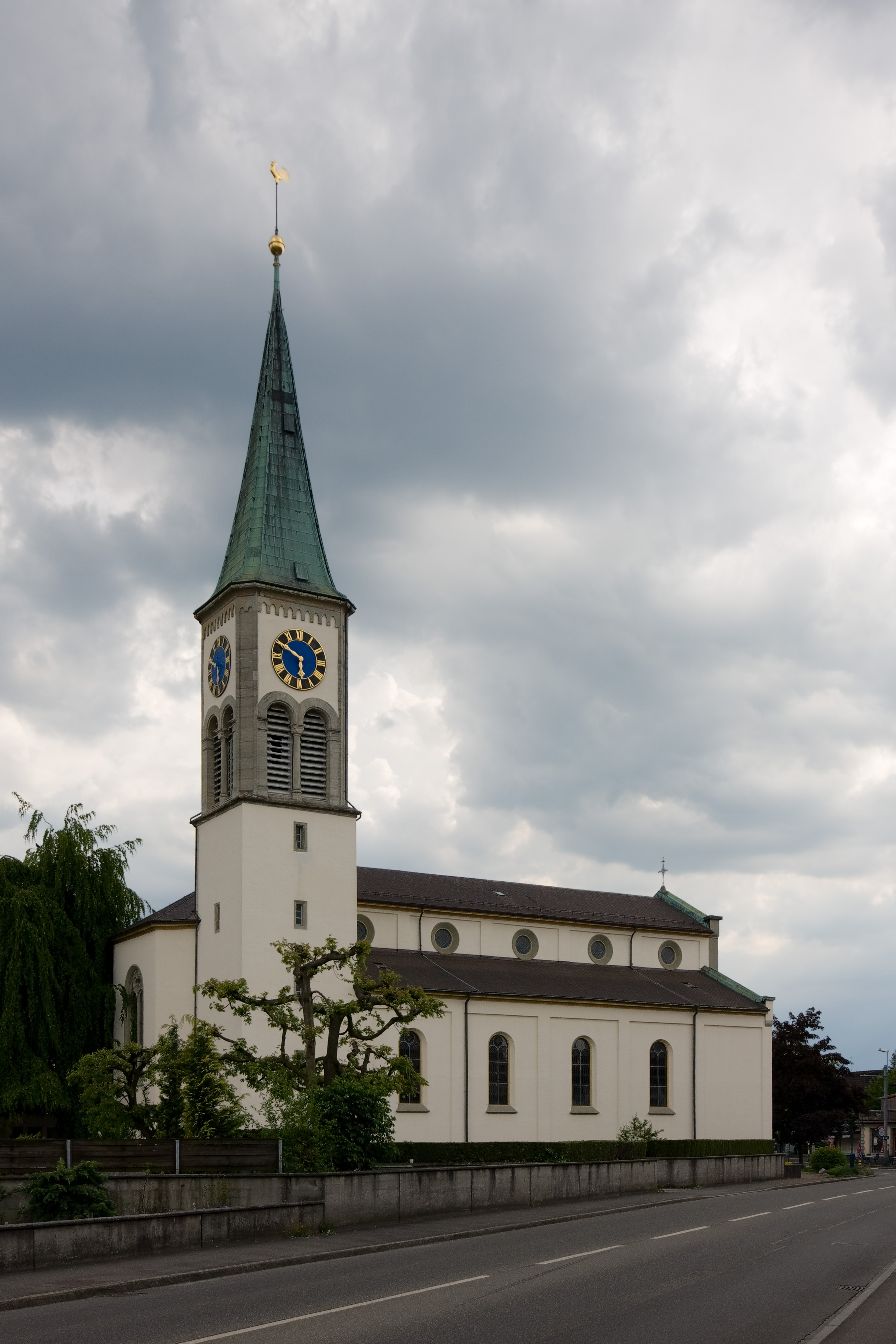
Kirche Oberentfelden

Die reformierte Kirche Oberentfelden  ist die Dorfkirche der aargauischen Gemeinde Oberentfelden in der Schweiz. Sie steht in der Nähe des Bahnhofs und entstand nach Plänen von Ferdinand Stadler.

## Geschichte
In Oberentfelden dürfte bereits im 10. Jahrhundert eine Kirche existiert haben, denn im Jahr 965 schenkte Kaiser Otto I. den Hof Endiveld mitsamt Kirchensatz dem Kloster Disentis. Im 12. Jahrhundert gehörte der Kirchensatz dem Stift Beromünster, ab 1330 dem Kloster Königsfelden. 1380 gelangte er in den Besitz der Hallwyler, die ihn schliesslich 1807 an den Kanton Aargau verkauften. Von 1683 bis 1948 gehörte auch Untermuhen zur Pfarrei Oberentfelden.
Die mittelalterliche Kirche diente ab 1528 der reformierten Konfession. Sie wurde 1601 bei einem Dorfbrand zerstört und im darauf folgenden Jahr durch einen Neubau ersetzt. Das spätgotische Gebäude war chorlos, besass Spitzbogenfenster und ein nach Westen abgewalmtes Satteldach. Das untere Turmgeschoss der abgebrannten Kirche konnte wiederverwendet werden. 1857 beschloss die Kirchgemeinde die Errichtung einer neuen Kirche, da die bestehende in einem schlechten baulichen Zustand und zu klein war. Nach Plänen von Ferdinand Stadler errichtete das Bauunternehmen Schmuziger-Oberlin aus Aarau von 1864 bis 1866 die heutige, weitaus geräumigere Kirche. 1966 wurde die Kirche unter Denkmalschutz gestellt. Die bisher letzte Renovation erfolgte in den Jahren 2000/01, nachdem der Orkan Lothar 1999 das Dach beschädigt hatte.
Am 18. Juli 2013 brach die rund 100 kg schwere und 2,5 m lange Spitze des Kirchturms ab und stürzte in die Tiefe.

## Gebäude und Ausstattung

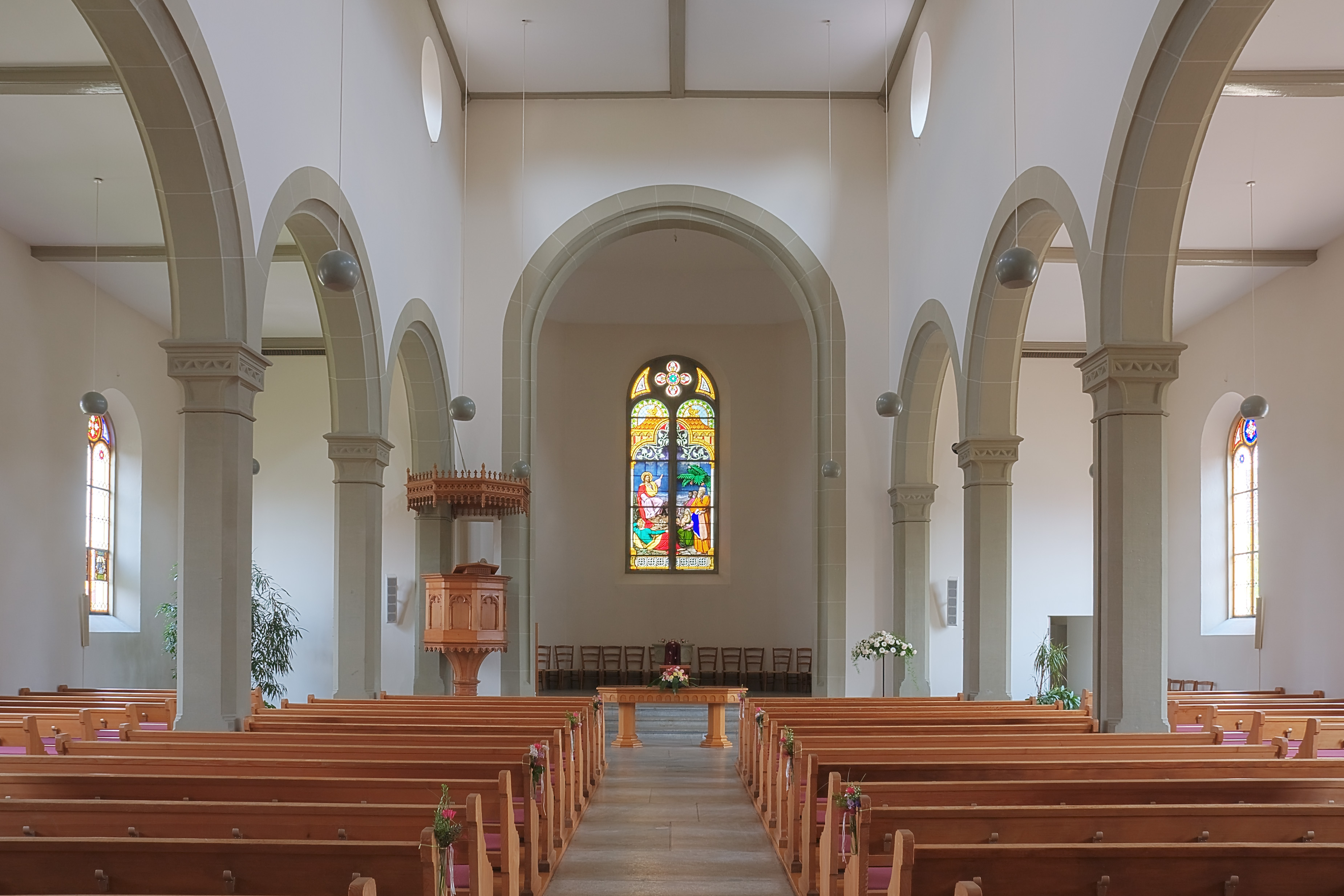
Innenraum der Kirche

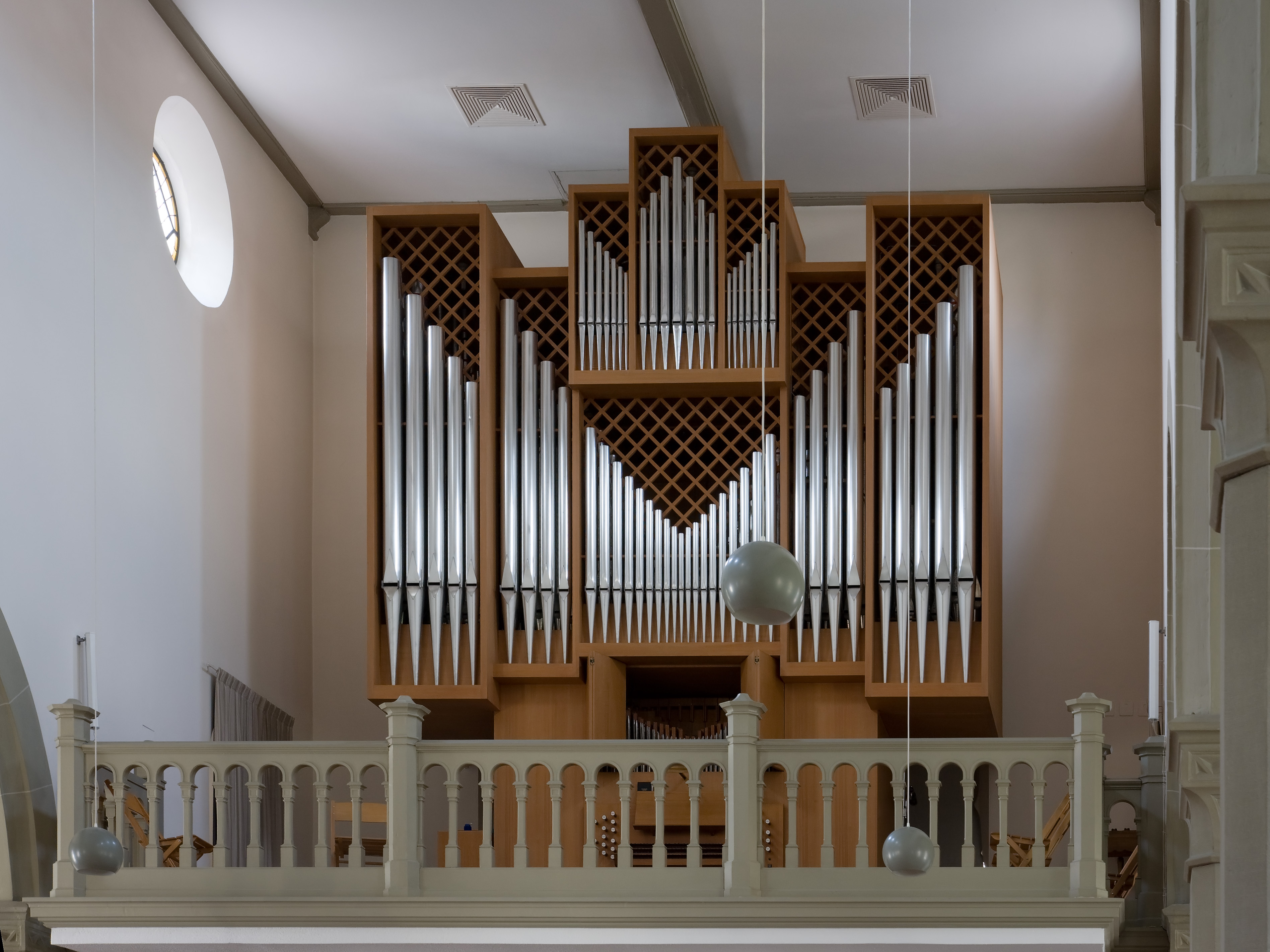
Empore mit Orgelprospekt

Die Oberentfelder Kirche steht neben dem Friedhof und in der Nähe des Bahnhofs. Sie ist in einem Übergangsstil zwischen Spätklassizismus und Neuromanik erbaut. Der Innenraum ist seit der im Jahr 1911 durchgeführten ersten Renovation teilweise vom Jugendstil geprägt. Das Langhaus gleicht einer Basilika mit hohem Mittelschiff und zwei niedrigeren, durch Rundbögen getrennten Seitenschiffen. Ein weiter Rundbogen trennt Langhaus vom Chor.
An den Chor angebaut ist der 41 Meter hohe Kirchturm. Dort sind neben dem Uhrwerk auch fünf Glocken zu finden, die 1932 bei der Firma Rüetschi in Aarau gegossen wurden. Die grösste hat einen Durchmesser von 1,575 Metern und wiegt 2400 Kilogramm. Die fünfstimmige Tonreihenfolge lautet: C1, es1, f1, as1, c2.                                 Im Zusammenhang mit der Renovation im Jahr 1965 installierte die Orgelbau Kuhn aus Männedorf eine neue Orgel. Sie steht auf der Empore und verfügt über zwei Manuale, 30 Register und 2036 Pfeifen.